# Nội các Merkel III

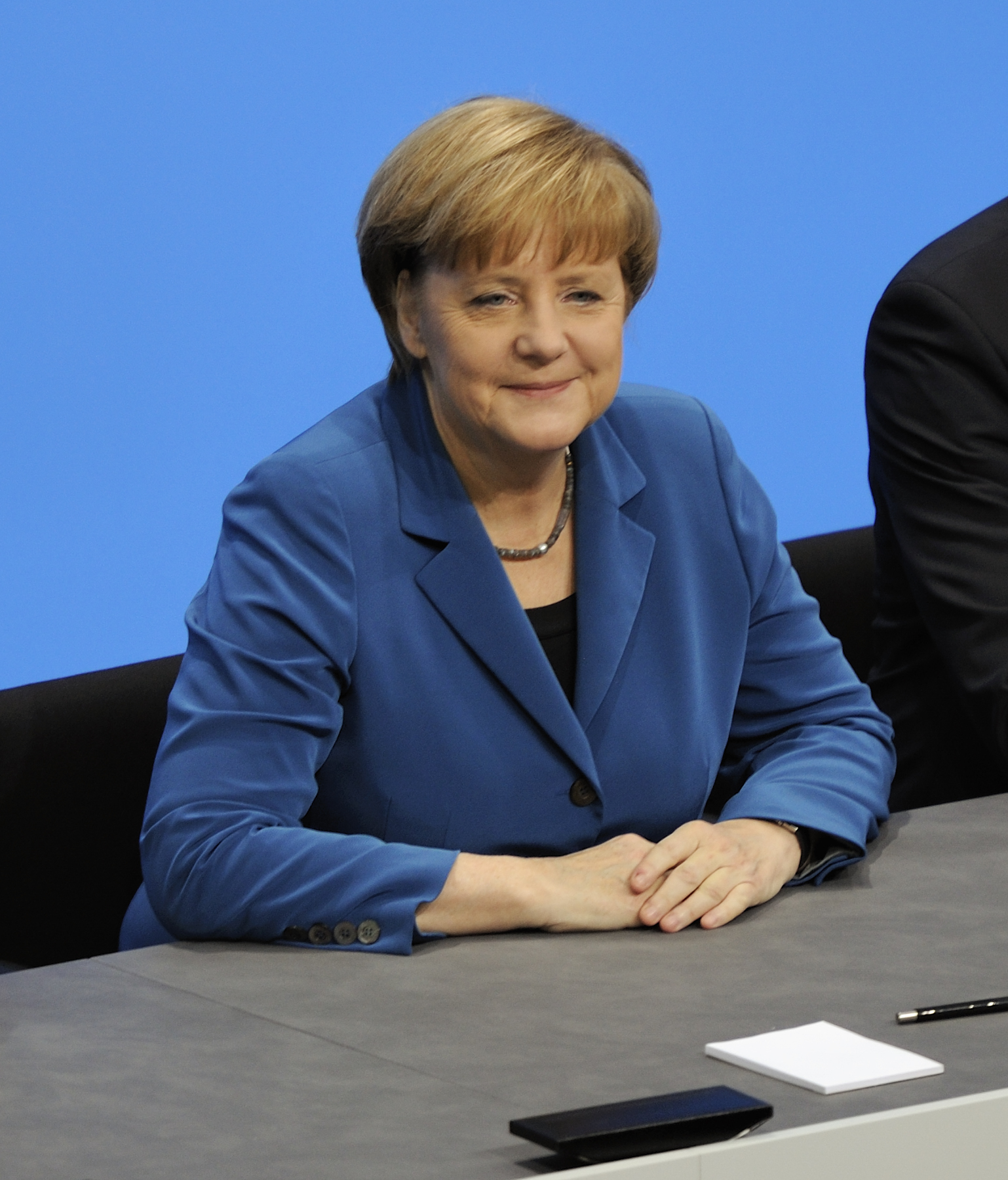
Angela Merkel lúc ký Hợp đồng Liên đảng sau kỳ bầu cử Quốc hội liên bang lần thứ 18 (2013)

Nội các Merkel III là chính phủ liên bang của Đức sau kỳ bầu cử quốc hội liên bang lần thứ 18, được lãnh đạo bởi thủ tướng Merkel, bắt đầu từ ngày 17 tháng 12 năm 2013, ngày mà các thành viên nội các tuyên thệ. Nội các này được thành lập từ 2 đảng được nhiều phiếu nhất CDU/CSU và SPD là nội các thứ 23 của Cộng hòa Liên bang Đức.
Hợp đồng Liên đảng kỳ này có tựa đề là Định hướng tương lai nước Đức.

## Nội các
| Chức vụ                                                             | Hình                                                    | Tên                                       | Đảng | Đảng | Quốc vụ khanh hoặc Bộ trưởng Quốc vụ | Đảng            |
| ------------------------------------------------------------------- | ------------------------------------------------------- | ----------------------------------------- | ---- | ---- | --- | --------------- |
| Thủ tướng                                                           |                                                         | Angela Merkel                             |      | CDU  | Helge Braun (Chống tham nhũng và Quan hệ Liên bang; Cải cách Hiến pháp) Monika Grütters (Văn hóa và Truyền thông) | CDU             |
| Thủ tướng                                                           | Aydan Özoğuz (Di cư, Người nhập cư và Hội nhập Quốc tế) | Angela Merkel                             | SPD  | CDU  | |                 |
| Phó thủ tướng                                                       |                                                         | Sigmar Gabriel                            |      | SPD  | |                 |
| Bộ Ngoại giao                                                       |                                                         | Frank-Walter Steinmeier tới 27.01.2017    |      | SPD  | Maria Böhmer (Văn hóa ngoài nước, Chính sách giáo dục) | CDU             |
| Bộ Ngoại giao                                                       |                                                         | Sigmar Gabriel từ 27.01.2017              |      | SPD  | Michael Roth (Các vấn đề Châu Âu) | SPD             |
| Bộ Nội vụ                                                           |                                                         | Thomas de Maiziere                        |      | CDU  | Günter Krings Ole Schröder | CDU             |
| Bộ Tư pháp và Bảo vệ người tiêu thụ                                 |                                                         | Heiko Maas                                |      | SPD  | Ulrich Kelber (Bảo vệ người tiêu dùng) Christian Lange | SPD             |
| Bộ Tài chính                                                        |                                                         | Wolfgang Schäuble đến 24.10.2017          |      | CDU  | Steffen Kampeter tới 03.07.2015 Michael Meister Jens Spahn từ 03.07.2015 | CDU             |
| Bộ Tài chính                                                        |                                                         | Sigmar Gabriel tạm quyền từ 24.10.2017    |      | CDU  | Steffen Kampeter tới 03.07.2015 Michael Meister Jens Spahn từ 03.07.2015 | CDU             |
| Bộ Kinh tế và Năng lượng                                            |                                                         | Sigmar Gabriel tới 27.01.2017             |      | SPD  | Uwe Beckmeyer (Kinh tế biển) Iris Gleicke (Tân Liên bang, Doanh nghiệp nhỏ và vừa, Du lịch) Brigitte Zypries (Hàng không vũ trụ) tới 27.01.2017 Dirk Wiese (Hàng không vũ trụ) từ 27.01.2017                                                           | SPD             |
| Bộ Kinh tế và Năng lượng                                            |                                                         | Brigitte Zypries từ 27.01.2017            |      | SPD  | Uwe Beckmeyer (Kinh tế biển) Iris Gleicke (Tân Liên bang, Doanh nghiệp nhỏ và vừa, Du lịch) Brigitte Zypries (Hàng không vũ trụ) tới 27.01.2017 Dirk Wiese (Hàng không vũ trụ) từ 27.01.2017                                                           | SPD             |
| Bộ Lao động và Xã hội                                               |                                                         | Andrea Nahles tới 28.09.2017              |      | SPD  | Anette Kramme Gabriele Lösekrug-Möller | SPD             |
| Bộ Lao động và Xã hội                                               |                                                         | Katarina Barley tạm quyền từ 28.09.2017   |      | SPD  | Anette Kramme Gabriele Lösekrug-Möller | SPD             |
| Bộ Thực phẩm và Nông nghiệp                                         |                                                         | Hans-Peter Friedrich tới 17.02.2014       |      | CSU  | Peter Bleser Maria Flachsbarth | CDU             |
| Bộ Thực phẩm và Nông nghiệp                                         |                                                         | Christian Schmidt từ 17.02.2014           |      | CSU  | Peter Bleser Maria Flachsbarth | CDU             |
| Bộ Quốc phòng                                                       |                                                         | Ursula von der Leyen                      |      | CDU  | Ralf Brauksiepe Markus Grübel | CDU             |
| Bộ về Gia đình, Người Cao niên, Phụ nữ và Thanh thiếu niên          |                                                         | Manuela Schwesig tới 02.06.2017           |      | SPD  | Elke Ferner Caren Marks | SPD             |
| Bộ về Gia đình, Người Cao niên, Phụ nữ và Thanh thiếu niên          |                                                         | Katarina Barley từ 02.06.2017             |      | SPD  | Elke Ferner Caren Marks | SPD             |
| Bộ Y tế                                                             |                                                         | Hermann Gröhe                             |      | CDU  | Ingrid Fischbach Annette Widmann-Mauz | CDU             |
| Bộ Giao thông và Cơ sở hạ tầng Thông tin Trực tuyến                 |                                                         | Alexander Dobrindt đến 24.10.2017         |      | CSU  | Dorothee Bär (Vận tải hàng hóa và Dịch vụ hậu cần (Logistik)) Enak Ferlemann tới 04.02.2015 Katherina Reiche từ 11.02.2015 | CSU CDU         |
| Bộ Giao thông và Cơ sở hạ tầng Thông tin Trực tuyến                 |                                                         | Christian Schmidt tạm quyền từ 24.10.2017 |      | CSU  | Dorothee Bär (Vận tải hàng hóa và Dịch vụ hậu cần (Logistik)) Enak Ferlemann tới 04.02.2015 Katherina Reiche từ 11.02.2015 | CSU CDU         |
| Bộ về Môi trường, Bảo tồn thiên nhiên, Xây dựng và An toàn Hạt nhân |                                                         | Barbara Hendricks                         |      | SPD  | Florian Pronold (Kiến trúc và Quy hoạch Đô thị) Rita Schwarzelühr-Sutter (Bảo tồn và Giảm thiểu biến đổi khí hậu, An toàn hạt nhân, Kiểm soát ô nhiễm không khí, Môi trường và Sức khỏe, An toàn hóa chất)                                             | SPD             |
| Bộ về Giáo dục và Nghiên cứu                                        |                                                         | Johanna Wanka                             |      | CDU  | Stefan Müller (Giáo dục nghề nghiệp, Công nghệ bảo mật, Chiến lược đổi mới, Năng lượng và Biến đổi khí hậu) Thomas Rachel (Khoa học hệ thống, Đại học và Viện Nghiên cứu, Khoa học sự sống, Nghiên cứu sức khỏe, Ngân sách hợp tác Châu Âu và Quốc tế) | CSU CDU         |
| Bộ về Hoạt động Kinh tế chung và Phát triển                         |                                                         | Gerd Müller                               |      | CSU  | Hans-Joachim Fuchtel Christian Schmidt tới 17.02.2014 Thomas Silberhorn từ 17.02.2014 | CDU CSU 0 CSU 0 |
| Bộ Thủ tướng                                                        |                                                         | Peter Altmaier                            |      | CDU  | — | —               |